# Steve Bauer
Pour les articles homonymes, voir Bauer.
Steve Bauer, né le 12 juin 1959 à Saint Catharines, est un coureur cycliste et directeur sportif canadien. Il est professionnel de 1984 à 1996, et devient ensuite voyagiste à la tête de sa propre compagnie, Steve Bauer Bike Tours. 

## Biographie
En 1984, il termine 2e aux Jeux Olympiques (réservés aux amateurs) de Los Angeles derrière Alexi Grewal. Il passe professionnel dans la foulée et termine 3e des championnats du monde à Barcelone derrière Claudy Criquielion et Claudio Corti. 
En 1988, il remporte la première étape du Tour de France, porte le maillot jaune durant 5 jours, et finit quatrième au classement général final. Toujours en 1988, lors du Championnat du monde sur route à Renaix, il est déclassé pour avoir tassé Claude Criquielion dans les barrières de sécurité lors du sprint final. 
En 1990, il termine 2e de Paris-Roubaix battu de quelques millimètres par Eddy Planckaert. Lors du Tour de France de cette même année, il fait partie d'une échappée de quatre coureurs, avec Ronan Pensec, Claudio Chiappucci et Frans Maassen, qui prend plusieurs minutes au peloton des favoris. Il prend le maillot jaune et le gardera une semaine.
De 2008 à 2012, il est directeur sportif de l'équipe Team Race Pro puis SpiderTech-C10. En 2017 et 2018, il est nommé directeur des services VIP chez BMC Racing, puis directeur sportif en 2019 et 2020 lorsque l'équipe est renommée CCC. En 2021, il occupe le même poste dans l'équipe World Tour Astana-Premier Tech, co-sponsorisée par une entreprise canadienne (Premier Tech).

## Palmarès sur route
- 1980
  - Tour de Somerville
- 1981
  -  Champion du Canada sur route
  - 9e et 11e étapes de la Coors Classic
- 1982
  -  Champion du Canada sur route
  - Athens Twilight Criterium
  -  Médaillé d'argent de la course en ligne aux Jeux du Commonwealth
- 1983
  -  Champion du Canada sur route
  - Tour de Somerville
  - Circuit des Deux Provinces
  - 6e étape de la Mi-août bretonne
- 1984
  - Tour du Texas :
    - Classement général
    - Prologue et 1re étape

  - 6ea étape du Tour des régions italiennes
  - 2e du Tour de Somerville
  -  Médaillé d'argent de la course en ligne aux Jeux olympiques
  - 3e du Gran Premio della Liberazione
  -  Médaillé de bronze du championnat du monde sur route
- 1985
  - Grand Prix d'Aix-en-Provence
  - 2ea étape Tour Midi-Pyrénées
  - 3e étape du Tour de France (contre-la-montre par équipes)
  - 2e, 11e et 16e étapes du Coors Classic
  - 3e du Tour du Haut-Var
  - 3e du Championnat de Zurich
  - 8e du Rund um den Henninger-Turm
  - 9e de Milan-San Remo 
  - 10e du Tour de France
- 1986
  - 2e étape du Tour d'Irlande
  - 2e du Rund um den Henninger Turm
  - 2e du Championnat de Zurich
  - 2e du Tour d'Irlande
  - 4e du Tour des Flandres
  - 5e de Gand-Wevelgem
- 1987
  - 1re étape du Critérium international
  - 3e du Tour de l'Oise
  - 4e du Tour des Flandres
  - 10e du Tour d'Italie
  - 10e du Championnat de Zurich
- 1988
  - 1re étape de l'Étoile de Bessèges
  - Trophée Pantalica
  - Tour de l'Oise :
    - Classement général
    - 4e étape

  - 1reb étape du Critérium du Dauphiné libéré
  - 8e étape du Tour de Suisse
  - 1re étape du Tour de France
  - Grand Prix des Amériques
  - 2e du Tour de Suisse
  - 3e du Tour du Latium
  - 4e du Tour de France
  - 6e de l'Amstel Gold Race
  - 8e de Paris-Roubaix
- 1989
  - Prologue du Critérium du Dauphiné libéré
  - Championnat de Zurich
  - 3e de l'Amstel Gold Race
  - 4e du Tour de Suisse
  - 5e de la Coupe du monde
  - 10e du Tour des Flandres
- 1990
  - 2e de Paris-Roubaix
  - 3e du Grand Prix Raymond Impanis
  - 5e du Grand Prix des Amériques
  - 6e de la Classique de Saint-Sébastien
  - 6e de la Finale de la Coupe du monde (contre-la-montre)
  - 7e de la Coupe du monde
- 1991
  - 7e et 10e étapes du Tour DuPont
  - 4e de Paris-Roubaix
- 1992
  - 2e étape du Tour de Galice
- 1994
  - 4e étape du Tour du Mexique (contre-la-montre par équipes)
  - 3e étape du Tour DuPont
  - Norwest Cycling Cup
  - 2e du First Union Grand Prix
  - 2e de la West Virginia Classic
  - 2e du Grand Prix d'Atlanta
  - 6e de Paris-Tours
- 1996
  - 1reb et 6e étapes du Tour de Basse-Saxe
  - 9ea et 10e étapes du Tour de Rhénanie-Palatinat
  - 3e du Tour de Beauce

## Résultats sur les grands tours

### Tour de France
11 participations
- 1985 : 10e, vainqueur de la 3e étape (contre-la-montre par équipes)
- 1986 : 23e
- 1987 : 74e
- 1988 : 4e, vainqueur de la 1re étape,  maillot jaune pendant 5 jours
- 1989 : 15e
- 1990 : 27e,  maillot jaune pendant 9 jours
- 1991 : 97e
- 1992 : abandon (13e étape)
- 1993 : 101e
- 1994 : non-partant (5e étape)
- 1995 : 101e

### Tour d'Italie
4 participations
- 1986 : 45e
- 1987 : 10e
- 1992 : 92e
- 1993 : 89e

## Palmarès sur piste

### Championnats du Canada
- 1981
  -  Champion du Canada de la course aux points
- 1982
  -  Champion du Canada de la course aux points